# Atzitzintla
Atzitzintla è una municipalità dello stato di Puebla, nel Messico centrale, il cui capoluogo è la località omonima.
Conta 8.408 abitanti (2010) e ha una estensione di 133,12 km². 	 	
Il nome della località in lingua nahuatl significa luogo dove la piccola acqua si trova abbasso.